# Svenska mästerskapen i längdskidåkning 2019
Svenska mästerskapen i längdskidåkning 2019 arrangerades den 30 januari till 3 februari 2019 i Gällivare, SM-avslutningen arrangerades den 30 mars 2019 i Gällivare och sprintstafetten arrangerades i samband med Fjälltoppshelgen den 11 april 2019 i Bruksvallarna.

## Medaljöversikt och resultat

### SM-veckan, Sundsvall
| Tävling               | Guld                                                      | Guld      | Silver                                                       | Silver  | Brons                                                   | Brons   |
| --------------------- | --------------------------------------------------------- | --------- | ------------------------------------------------------------ | ------- | ------------------------------------------------------- | ------- |
| Damer                 |                                                           |           |                                                              |         |                                                         |         |
| 10 km (K)             | Ebba Andersson, Sollefteå Skidor IF                       | 29.50,4   | Charlotte Kalla, Piteå Elit SK                               | +1.09,8 | Evelina Settlin, Hudiksvalls IF                         | +1.39,3 |
| Stafett 3 x 5 km (K)  | IFK Umeå lag 1 Elina Rönnlund Linn Sömskar Jonna Sundling | 44.11,7   | Piteå Elit SK lag 1 Mia Eriksson Lisa Vinsa Charlotte Kalla  | +0,6    | IFK Mora SK lag 1 Ida Lindkvist Ida Dahl Anna Dyvik     | +1.49,9 |
| Sprint (F)            | Hanna Falk, Ulricehamns IF                                | 3.00,53   | Jonna Sundling, IFK Umeå                                     | +0,01   | Johanna Hagström, Ulricehamns IF                        | +0,14   |
| 15 km masstart (K)    | Ebba Andersson, Sollefteå Skidor IF                       | 44.12,1   | Lisa Vinsa, Piteå Elit SK                                    | +1.49,3 | Elina Rönnlund, IFK Umeå                                | +2.15,9 |
| Herrar                |                                                           |           |                                                              |         |                                                         |         |
| 15 km (K)             | Calle Halfvarsson, Sågmyra SK                             | 41.12,25  | Daniel Richardsson, Hudiksvalls IF                           | +47,6   | Jens Burman, Åsarna IK                                  | +55,4   |
| Stafett 3 x 10 km (K) | Åsarna IK lag 1 Marcus Ruus Tiio Söderhielm Jens Burman   | 1.20.57,0 | IFK Umeå lag 1 Teodor Peterson Martin Bergström Erik Silfver | +31,1   | SK Bore lag 1 Anton Persson Oscar Persson Gabriel Thorn | +34.0   |
| Sprint (F)            | Calle Halfvarsson, Sågmyra SK                             | 2.59,23   | Johan Häggström, Piteå Elit SK                               | +0,53   | Martin Bergström, IFK Umeå                              | +1,44   |
| 30 km masstart (K)    | Daniel Richardsson, Hudiksvalls IF                        | 1.25.11,1 | Jonas Eriksson, IFK Mora SK                                  | +1.24,0 | Fredrik Andersson, Sollefteå Skidor IF                  | +1.27,2 |

### SM-avslutning, Gällivare
| Tävling   | Guld                               | Guld      | Silver                          | Silver  | Brons                         | Brons   |
| --------- | ---------------------------------- | --------- | ------------------------------- | ------- | ----------------------------- | ------- |
| Damer     |                                    |           |                                 |         |                               |         |
| 30 km (F) | Ebba Andersson Sollefteå Skidor IF | 1.17.24,8 | Charlotte Kalla Piteå Elit SK   | +2.06,6 | Jonna Sundling IFK Umeå       | +3.19,0 |
| Herrar    |                                    |           |                                 |         |                               |         |
| 50 km (F) | Johan Häggström Piteå Elit SK      | 2.05.35,9 | Simon Lageson Falun-Borlänge SK | +5,4    | Björn Sandström Piteå Elit SK | 1.16,3  |

### Fjälltoppshelgen, Bruksvallarna
| Tävling           | Guld                                                  | Guld     | Silver                                              | Silver | Brons                                             | Brons |
| ----------------- | ----------------------------------------------------- | -------- | --------------------------------------------------- | ------ | ------------------------------------------------- | ----- |
| Damer             |                                                       |          |                                                     |        |                                                   |       |
| Sprintstafett (F) | IFK Mora SK lag 1 Anna Dyvik Stina Nilsson            | 13.45,74 | IFK Umeå lag 1 Moa Lundgren Jonna Sundling          | +2,76  | Sollefteå Skidor IF Ebba Andersson Frida Karlsson | +4,55 |
| Herrar            |                                                       |          |                                                     |        |                                                   |       |
| Sprintstafett (F) | Falun Borlänge SK lag 1 Hugo Jacobsson Oskar Svensson | 12.37,07 | Borås SK lag 1 Gustav Nordström Karl-Johan Westberg | +0,75  | Piteå Elit SK Viktor Brännmark Johan Häggström    | +1,63 |

## SM-tour 2019
Resultaten i de individuella tävlingarna under SM ligger till grund för beräkningen av resultat i SM-touren. En åkare måste delta i samtliga fyra individuella tävlingar för att kunna räknas med i SM-touren.

### Topp 5, damer
| Pl. | Namn            | Född | Klubb         | 10 km (K) | Sprint (F) | 15 km Mst (K) | 30 km (F) | Totalt |
| --- | --------------- | ---- | ------------- | --------- | ---------- | ------------- | --------- | ------ |
| 1   | Lisa Vinsa      | 1995 | Piteå Elit SK | 30        | 26         | 46            | 40        | 142    |
| 2   | Elina Rönnlund  | 1996 | IFK Umeå      | 34        | 30         | 43            | 14        | 121    |
| 3   | Maria Nordström | 1991 | Borås SK      | 40        | 22         | 37            | 22        | 121    |
| 4   | Linn Sömskar    | 1989 | IFK Umeå      | 32        | 28         | 40            | 20        | 120    |
| 5   | Anna Dyvik      | 1996 | IFK Mora SK   | 40        | 1          | 30            | 13        | 84     |

### Topp 5, herrar
| Pl. | Namn               | Född | Klubb          | 10 km (F) | Sprint (K) | 15 km Mst (K) | 30 km (F) | Totalt |
| --- | ------------------ | ---- | -------------- | --------- | ---------- | ------------- | --------- | ------ |
| 1   | Daniel Richardsson | 1982 | Hudiksvalls IF | 46        | 7          | 50            | 40        | 143    |
| 2   | Johan Häggström    | 1992 | Piteå Elit SK  | 5         | 46         | 20            | 50        | 121    |
| 3   | Jonas Eriksson     | 1997 | IFK Mora SK    | 37        | 0          | 46            | 16        | 99     |
| 4   | Eric Rosjö         | 1998 | IFK Mora SK    | 40        | 2          | 34            | 14        | 90     |
| 5   | Viktor Brännmark   | 1992 | Piteå Elit SK  | 1         | 30         | 24            | 34        | 89     |